# Liste von Feldtelefonen gemäß den Kennblättern fremden Geräts D 50/13

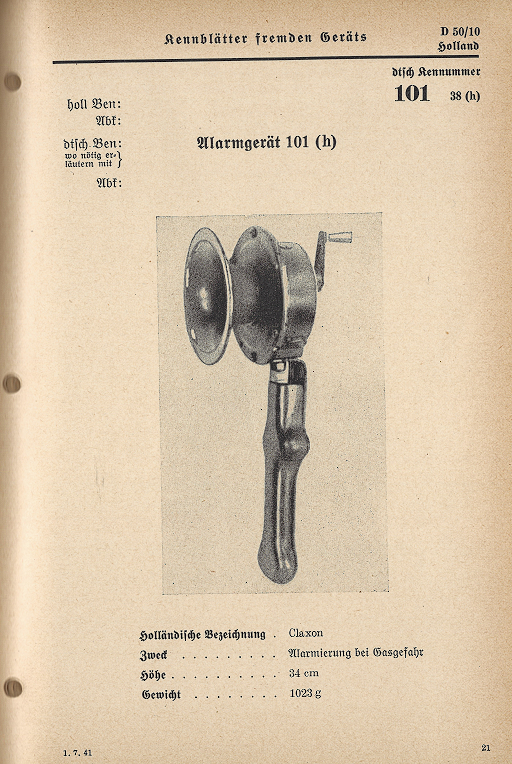
Kennblattbeispiel zu
D 50/10 Nr 101 38 (h)

In dieser Liste von Feldtelefonen gemäß den Kennblättern fremden Geräts D 50/10 werden Feldtelefone aufgeführt, die vom Heereswaffenamt verzeichnet wurden.
Nachfolgend ein Überblick/Auszug zur offiziellen Dokumentation Kennblätter fremden Geräts D 50/13: Nachrichtengerät.

## Hinweise zur Liste
Aufbau der Tabelle
Untenstehende Tabelle führt folgenden Spalteninhalte:
- dtsch. Kennnr. (deutsche Kenn-Nummer), dies entspricht dem Originalindex in den Kopfzeilen der Kennblätter mit Kennnummer, Stoffgebietenummer und Beutezeichen.
- Abk. dtsch. Ben. (Abkürzung deutsche Benennung), Originalbezeichnung entnommen aus der fünften Zeile der Kennblätter.
- Landesbez. nach HWA (Heereswaffenamt), Originalangaben entnommen aus der ersten Zeile der Kennblätter.
- Bild, eine Bildauswahl aus Wikipedia für dieses Objekt.
- Bemerkungen, Hier werden Links zu bereits existierenden Wikipedia-Artikeln eingetragen.

 Info: Die in der Tabelle angegebenen Originaleinträge sollen nicht geändert werden, weil diese den Angaben aus den Kennblättern entsprechen. Nach neuerem Forschungsstand sind teilweise Errata in den Kennblättern erkannt worden. Diese werden unten im Abschnitt Anmerkungen jeweils zur Kenn-Nummer erläutert. Die Wikilinks in den runden Klammern sollten das Lemma der entsprechenden Artikel in Wikipedia enthalten.

## Tabellarische Übersicht
| dtsch. Kennr. | Abk. dtsch. Ben.        | Landesbez.nach HWA (Wikipedia-Artikel)             | Bild | Bemerkungen |
| ------------- | ----------------------- | -------------------------------------------------- | ---- | --- |
| 101 24 (a)    | Fernsprechgerät 101 (a) | EE-4 (4-A)                                         |      | Feldfernsprecher mit kombiniertem Mikrotelefon und Hakenumschalter, Verständigung durch Sprache, 8,5 kg                                                                                           |
| 101 24 (e)    | Fernsprechgerät 101 (e) | E E 8                                              |      | Universal-Fernsprechgerät für Malle Truppengattungen als englisches Heeresgerät nicht bestätigt                                                                                                   |
| 101 24 (f)    | F Fsp 101 (f)           | TM 16                                              |      | Feldfernsprecher mit kombiniertem Mikrotelefon, Umschalter und Kontrollknopf, Verständigung durch Sprache und Summer, 7,5 kg mit Betterie                                                         |
| 101 24 (r)    | Fernsprechgerät 101 (r) | in D 50/13 keine Angabe                            |      | Fernsprecher für Einzel- und Doppelleitungen, Verständigung durch Sprache, 6,3 kg |
| 102 24 (a)    | Fernsprechgerät 102 (a) | EE-5                                               |      | Feldfernsprecher mit kombiniertem Mikrotelefon mit Sprechtaste, Verständigung durch Sprache, 5 kg                                                                                                 |
| 102 24 (f)    | F Fsp 102 (f)           | TM 27                                              |      | Feldfernsprecher mit Handapparat und zusätzlichem Mikrofon, Verständigung durch Sprache, 7,5 kg mit Batterie                                                                                      |
| 102 24 (r)    | Fernsprechgerät 102 (r) | in D 50/13 keine Angabe                            |      | Fernsprecher für Einzel- und Doppelleitungen, Verständigung durch Sprache und Summer, 8,8 kg |
| 103 24 (f)    | F Fsp 103 (f)           | TM 32                                              |      | in zwei Ausführungen bekannt: a) mit Handapparat b) mit Kopfhörergarnitur, Verständigung durch Sprache, 5,4 kg                                                                                    |
| 103 24 (r)    | Fernsprechgerät 103 (r) | in D 50/13 keine Angabe                            |      | Feldfernsprecher für Einzel- und Doppelleitungen, Verständigung durch Sprache und Summer, 3,1 kg, Fabrikat von Ericson (1914)                                                                     |
| 104 24 (r)    | Fernsprechgerät 104 (r) | in D 50/13 keine Angabe                            |      | Unterscheidet sich äußerlich vom Fernsprechgerät 103 (r) durch drei Anschlussklemmen an der Vorderwand, Verständigung durch Sprache und Summer, 5,2 >kg, Fabrikat von Geisler (1914)              |
| 105 24 (r)    | Fernsprechgerät 105 (r) | in D 50/13 keine Angabe                            |      | Feldfernsprecher für Doppelleitungen, Verständigung durch Sprache, 5,5 kg, Fabrikat von Ericson (1915)                                                                                            |
| 106 24 (r)    | Fernsprechgerät 106 (r) | in D 50/13 keine Angabe                            |      | Entspricht im wesentlichen dem Fernsprechgerät 103 (r), jedoch ist der Rufknopf an der Seitenwand angeordnet, 3,45 kg, Fabrikat von Ericson (1916)                                                |
| 106 24 (s)    | F Fsp 106 (s)           | Armeetelephon Mod 32                               |      | Feldfernsprecher mit Gabelumschalter und kombiniertem Mikrotelefon, Summervorrichtung, Lauthörer- und Summertaste, Verständigung durch Sprache und Summer, Fabrikat Albiswerk, Zürich             |
| 107 24 (b)    | F Fsp 107 (b)           | A T E A                                            |      | Feldfernsprecher mit Vermittlungsklinken, 7,3 kg, Fabrikat von A T E A, Antwerpen |
| 107 24 (r)    | Fernsprechgerät 107 (r) | in D 50/13 keine Angabe                            |      | Tischfernsprecher mit Induktor und Wecker, nur bei höheren Stäben, Verständigung durch Sprache, Fabrikat von Ericson                                                                              |
| 108 24 (b)    | F Fsp 108 (b)           | Bell Telephone Mfg                                 |      | Feldfernsprecher ohne Vermittlungsklinken, Anschaltmöglichkeit für Kehlkopfmikrofon, Verständigung durch Sprache, 6,4 kg, Fabrikat von Bell Telephone Mfg Co, Antwerpen                           |
| 108 24 (r)    | Fernsprechgerät 108 (r) | in D 50/13 keine Angabe                            |      | Feldfernsprecher für Einzel- und Doppelleitungen, Verständigung durch Sprache, 6,01 kg |
| 109 24 (r)    | Fernsprechgerät 109 (r) | in D 50/13 keine Angabe                            |      | Feldfernsprecher für Einzel- und Doppelleitungen, Verständigung durch Sprache und Summer, 2,9 kg                                                                                                  |
| 110 24 (e)    | Fernsprechgerät 110 (e) | Telephone Set D Mark V                             |      | Verständigung durch Sprache und Morsezeichen, 5 kg |
| 110 24 (f)    | Fe. Kopf Fsp. 110 (f)   | in D 50/13 keine Angabe                            |      | Festungskopffernsprecher |
| 110 24 (r)    | Fernsprechgerät 110 (r) | in D 50/13 keine Angabe                            |      | Feldfernsprecher für Einzel- und Doppelleitungen, Verständigung durch Sprache und Summer, 3,5 kg                                                                                                  |
| 111 24 (r)    | Fernsprechgerät 111 (r) | Szutelen                                           |      | Feldfernsprecher für Einzel- und Doppelleitungen, Verständigung durch Sprache und Summer, 1,15 kg                                                                                                 |
| 112 24 (f)    | Fe. Fsp. 112 (f)        | in D 50/13 keine Angabe                            |      | |
| 112 24 (r)    | Fernsprechgerät 112 (r) | in D 50/13 keine Angabe                            |      | Feldfernsprecher für Einzel- und Doppelleitungen, Verständigung durch Sprache und Summer, 1,5 kg, Reichweite: 80 km                                                                               |
| 113 24 (r)    | Fernsprechgerät 113 (r) | in D 50/13 keine Angabe                            |      | Feldfernsprecher für Einzel- und Doppelleitungen, Verständigung durch Sprache und Summer, 4,5 kg, Reichweite: 100 km                                                                              |
| 115 24 (e)    | Fernsprechgerät 115 (e) | Telephone Set F Mk I und I*                        |      | Verständigung durch Sprache, 7,8 kg, Reichweite: 24 km |
| 115 24 (r)    | Fernsprechgerät 115 (r) | Ф 41 (F 41)                                        |      | Verständigung durch Sprache und Morsezeichen, 2,9 kg, Reichweite: 15–125 km |
| 116 24 (r)    | Fernsprechgerät 116 (r) | ТАБИП 1 (TABÏP 1)                                  |      | Verständigung durch Sprache, 4 kg, Reichweite: 8–500 km |
| 117 24 (r)    | Fernsprechgerät 117 (r) | ТАБИП 2 (TABÏP 2)                                  |      | Verständigung durch Sprache, 1,1 kg, Reichweite: 8–40 km |
| 118 24 (r)    | Fernsprechgerät 118 (r) | ТАГ 1 (TAG 1)                                      |      | Unterwasser-Funkgerät, Verständigung durch Sprache |
| 119 24 (r)    | Fernsprechgerät 119 (r) | ТАM                                                |      | Feldfernsprecher für OB- und ZB-Betrieb, Verständigung durch Sprache und Morsezeichen, 11,4 kg, Reichweite: 15–250 km, bei höheren Stäben                                                         |
| 120 24 (a)    | Fernsprechgerät 120 (a) | E E-65                                             |      | Prüffernsrpecher zur Prüfung von Leitungen und Zubehör, 6,3 kg, bei Infanterie- und Kavalleriedivisionen                                                                                          |
| 120 24 (r)    | Fernsprechgerät 120 (r) | ТАТ Ф (TAT F)                                      |      | Feldfernsprecher, Verständigung durch Sprache und Morsezeichen, 1,5 kg, Reichweite: 6–150 km, bei Vorhuten, Kavallerie Kund Störungssucher                                                        |
| 122 24 (r)    | Fernsprechgerät 122 (r) | Unifisirowannyj apparat fonitscheskij obrasez 1928 |      | Feldfernsprecher für Einzel- und Doppelleitungen, Verständigung durch Sprache und Summer, 3,4 kg, Reichweite: 15–150 km, bei Nachrichtentruppen                                                   |
| 123 24 (r)    | Fernsprechgerät 123 (r) | YHA Ф31                                            |      | Feldfernsprecher für Einzel- und Doppelleitungen, Verständigung durch Sprache und Morsezeichen, 4,7 kg, Reichweite: 15–100 km, bei Regimentern, Bataillonen, Kompanien und Nachrichtenformationen |
| 125 24 (r)    | Fernsprechgerät 125 (r) | YHA ФИ                                             |      | Feldfernsprecher, Verständigung durch Sprache und Morsezeichen, 7,6 kg, Reichweite: 15–250 km, bei höheren Stäben                                                                                 |
| 127 24 (r)    | Fernsprechgerät 127 (r) | YHA И 28 (UNA I 28)                                |      | Feldfernsprecher für Einzel- und Doppelleitungen, Verständigung durch Sprache, 5,5 kg, Reichweite: 15–150 km                                                                                      |
| 128 24 (r)    | Fernsprechgerät 128 (r) | YHA И 31 (UNA I 31)                                |      | Feldfernsprecher für Einzel- und Doppelleitungen, Verständigung durch Sprache, 6,9 kg, Reichweite: 15–100 km                                                                                      |